# Men and Women (album)
Albums de Simply Red
Picture Book
(1985) A New Flame
(1989)
Singles
1. The Right Thing
Sortie : Février 1987
2. Infidelity
Sortie : Mai 1987
3. Maybe Someday
Sortie : Juillet 1987
4. Every Time We Say Goodbye
Sortie : Novembre 1987
5. I Won’t Feel Bad
Sortie : Mars 1988

Men and Women est le second album de Simply Red. Il est sorti en mars 1987.

## Liste des titres
1. The Right Thing  — 4:18
2. Infidelity — 4:09
3. Suffer — 4:55
4. I Won't Feel Bad — 4:14
5. Ev'ry Time We Say Goodbye — 3:23
6. Let Me Have It All — 3:45
7. Love Fire — 3:57
8. Move on Out — 4:56
9. Shine — 3:22
10. Maybe Someday… — 4:18

## Composition du groupe
- Mick Hucknall - chants
- Chris Joyce - batterie, percussions
- Tony Bowers - basse, & percussions
- Tim Kellett - claviers, trompette, percussions, bugle
- Fritz McIntyre - claviers, chœurs
- Sylvan Richardson - guitares